# Доктрина Хальштейна
Доктрина Хальштейна (нем. Hallstein-Doktrin) — внешнеполитическая доктрина, проводимая правительством ФРГ с 1955 по 1970 год, направленная на изоляцию ГДР на международной арене.
Доктрина Хальштейна была принята по предложению государственного секретаря министерства иностранных дел ФРГ Вальтера Хальштейна на совещании послов Западной Германии 8—9 декабря 1955 года, состоявшемся в Бонне. Её основные положения были сформулированы Вильгельмом Греве, который являлся руководителем политического отделения при министерстве иностранных дел ФРГ, в сентябре 1955 года. Суть этой доктрины заключалась в том, что отныне ФРГ поддерживала и устанавливала дипломатические отношения только с теми странами, которые не имели дипломатических отношений с ГДР. Установление дипломатических отношений с Восточной Германией отныне рассматривалось Бонном как недружественный шаг и вело к разрыву отношений с этой страной. Единственным исключением, допускавшимся доктриной Хальштейна, был СССР — в связи с важностью поддержания отношений для ФРГ с этим государством.
Доктрина Хальштейна не раз подвергалась критике внутри политического руководства Западной Германии, в частности в конце 1950-х годов, когда намечался определённый положительный сдвиг в отношениях ФРГ с социалистическими Польшей и Венгрией. Конкретно же эта политика нашла применение дважды: ФРГ разорвала дипломатические отношения с Югославией в октябре 1957 года после установления последней дипотношений с ГДР, и в январе 1963 года пошла на аналогичный шаг в отношении Кубы.
В 1967 году Западная Германия вынуждена была сузить действие доктрины Хальштейна, исключив из её действия социалистические страны, установив дипотношения с Румынией и восстановив отношения с Югославией. После арабо-израильской войны 1967 года, когда правительство ГДР заняло бескомпромиссную антиизраильскую позицию, на Ближнем Востоке поднялась волна признания Восточной Германии (пример подал Ирак, установивший дипотношения с ГДР в 1968 году). В этих условиях министерство иностранных дел ФРГ в феврале 1970 года объявило о прекращении действия доктрины Хальштейна. В 1972 году было подписано соглашение об урегулировании отношений между ФРГ и ГДР. В сентябре 1973 года оба государства были приняты в ООН. К апрелю 1974 года ГДР была признана более чем 100 государствами.